# لاودنباخ (بایرن)
لاودنباخ (به آلمانی: Laudenbach) یک شهر در آلمان است که در Miltenberg واقع شده‌است. لاودنباخ ۱٬۳۹۰ نفر جمعیت دارد.